# Kasaya

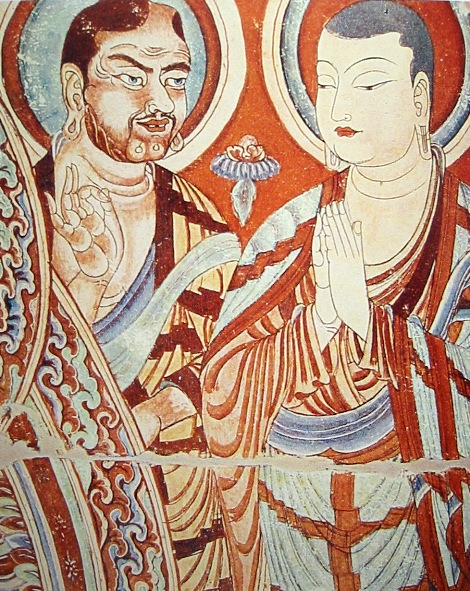
Monjes de Asia central vistiendo la tradicional kāṣāya. Bezeklik, Eastern Tarim Basin, China, ss.IX-X

Kāṣāya hace referencia a la ropa de monjes y monjas budistas (bhikkhus y bhikkhunis). 
El nombre deriva del color marrón o azafrán del tinte que se utiliza. En sánscrito y pali esta ropa se conoce con el nombre genérico de cīvara, que hace referencia a ropa sin tener en cuenta el color.

## Origen

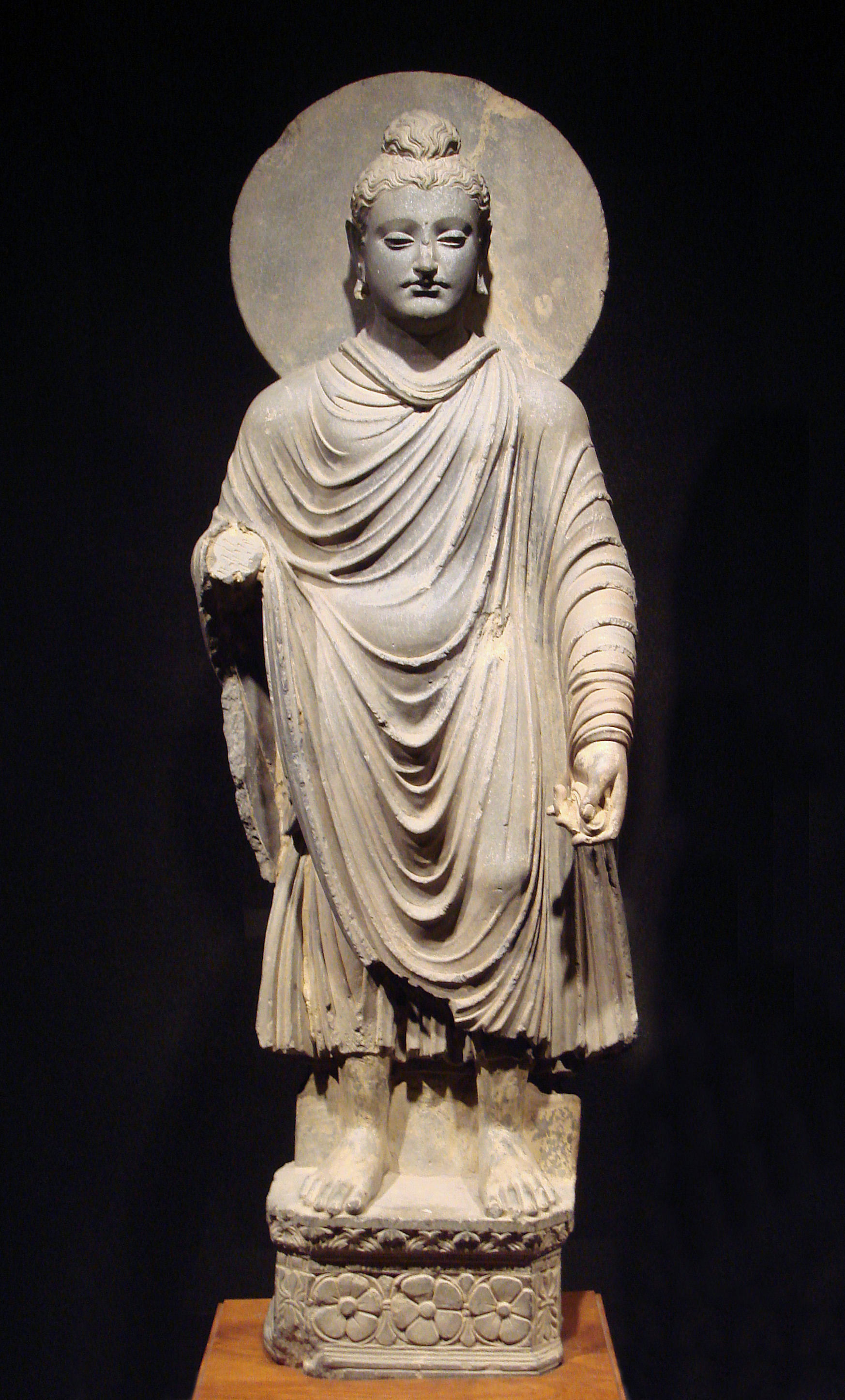
Antigua representación de Buda Gautama vistiendo ropas de estilo helénico

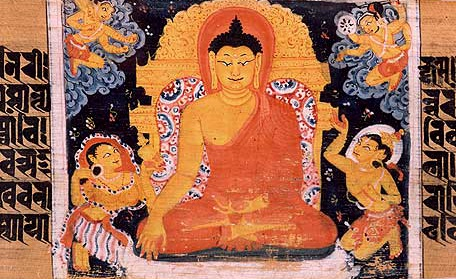
Imagen en manuscrito sánscrito. Nālandā, Bihar, India. Periodo Pāla

Se cree que el kāṣāya budista se originó en India como ropajes de los seguidores de Buda. Una variante de este tejido lleva un patrón que lo hace parecido a un campo de arroz.
Los kāṣāya originales se construían a partir de retales que se descartaban de los talleres textiles; estos se unían para formar tres piezas rectangulares de tela que se colocaban sobre el cuerpo de una determinada manera. Las tres piezas principales se conocen como antarvāsa, uttarāsaṅga y saṃghāti. Juntas forman el "triple vestido" o tricīvara. La tricīvara se describe en el Theravada Vinaya (Vin 1:94 289).

### Antarvāsa
Antarvāsa es la pieza interior que cubre la parte inferior del cuerpo. Es la ropa interior para las demás capas. Tiene un cuello largo y casi cubre el torso completamente. En representaciones de Buda, la parte inferior sobresale y aparece con la forma aproximada de un triángulo

### Uttarāsaṅga
Tela que cubre la parte superior del cuerpo. Se coloca sobre la ropa interior o antarvāsa. Raramente aparece en representaciones de Buda ya que suele estar cubierta con la ropa externa o saṃghāti.

### Saṃghāti
Pieza externa. Se coloca sobre las demás piezas, siendo la parte más visible. Su forma es muy similar al himatión griego y su forma y dobleces se han tratado en el estilo del arte grecobudista de Gandhara.

### Adiciones
Otras prendas que pueden vestirse son:
- El kushalaka, una ropa a la cintura que hace de talle
- El samakaksika, un cinturón abrochado